# Stazione di Peschiera del Garda
La stazione di Peschiera del Garda è posta sulla linea Milano-Venezia, a servizio della città omonima.

## Storia
La stazione fu aperta al servizio pubblico il 22 aprile 1854 assieme alla tratta Verona–Coccaglio della linea Milano-Venezia.
Fra il 1859 e il 1866 fu stazione internazionale di transito fra la rete del Veneto asburgico e quella del Regno di Sardegna/Italia.

## Strutture e impianti
La stazione è gestita da Rete Ferroviaria Italiana.

## Movimento
La stazione, seconda per numero di viaggiatori della provincia di Verona, è servita sia da treni regionali svolti da Trenitalia nell'ambito del contratto di servizio stipulato con le regioni interessate, sia da servizi a lunga percorrenza operati sia da Trenitalia, che da Italo, oltre a qualche collegamento EuroCity.

## Servizi
A fini commerciali l'impianto è classificato da RFI nella categoria "gold".

## Interscambi
La stazione è servita da autolinee urbane e interurbane, ed è collegata al parco di divertimenti Gardaland, distante circa 2 km, tramite un servizio navetta gratuito ogni 30 minuti, oltre che ai parchi divertimento Movieland e CanevaWorld con un servizio analogo.
Fra il 1934 e il 1967 era inoltre possibile l'interscambio con l'adiacente capolinea dei servizi che impegnavano la ferrovia Mantova-Peschiera.